# تي تي إل
مدة حياة الطرد على الشبكة (بالإنجليزية: time to live TTL)‏ هي قيمة في ترويسة بروتوكول الإنترنت (IP) هذه القيمة تخبر الموجهات(routers) في شبكة حاسوبية فيما إذا كان الطرد قد بقي في الشبكة لمدة طويلة وينبغي التخلص منه.

## مدة حياة الطرد
هناك عدة أسباب تؤدي إلى عدم تسليم الطرد إلى وجهته في مدة معقولة من الزمن، على سبيل المثال: مجموعة من الموجهات غير الصحيحة على الشبكة تؤدي إلى إدخال الطرد في حلقة لانهائية، والحل يكمن في تجاهل الطرد بعد مرور فترة زمنية معينة، وإرسال رسالة إلى المنشئ، الذي يمكن أن يقرر إعادة إرسال الطرد.
القيمة الأولية لحياة الطرد تحدد عادة من قبل النظام الافتراضي، وتمثل بـ 8 بت في ترويسة بروتوكول الإنترنت (IP) والفكرة الأساسية هي تحديد فترة زمنية معينة مقدرة بالثواني عندما تُستَنفَذ هذا المدة يمكن تجاهل الطرد.

## كيفية عمل ال TTL
بعد أن يتم تحديد قيمة مدة حياة الطرد وإرسال الطرد، عندما يمر هذا الطرد بأي موجه Router يقوم الموجه بإنقاص القيمة بمقدار واحد (1) ويرسله إلى وجهته، ويدل العدد الناتج عن عدد القفزات المسموح بها لهذا الطرد في هذه الشبكة، إذا وصلت مدة حياة الطرد إلى القيمة صفر (0) قبل أن يصل إلى وجهته سيقوم الموجه Router بإهمال هذا الطرد ويولد رسالة خطأ (بروتوكول التحكم برسائل الإنترنت) (ICMP) وهذه الرسالة من النمط (11- تجاوز الوقت) (Time Exceeded) التي تصل إلى المرسل، وتدل على أن الطرد قد تجاوز حد القفزات المسموح له بها.

## تحديد قيمة مدة حياة الطرد
أنظمة التشغيل المختلفة لها طرق مختلفة لتحديد مدة حياة طرد على الشبكة، مثلاً القيمة الافتراضية في نظام ويندوز 95/98 تكون القيمة هي 32 قفزة. بعض المستخدمين يفضلون تغييرها إلى 128 إذا كان لديهم صعوبة في الوصول إلى مواقع معينة.
ولدينا في الجدول التالي قائمة لبعض أنظمة التشغيل وقيم (TTL) الافتراضية لها :
| نظام التشغيل | الإصدار     | البروتوكول   | قيمة TTL |
| ------------ | ----------- | ------------ | -------- |
| آيركس        | 5.3         | TCP and UDP  | 60       |
| Solaris      | 2.8         | TCP          | 64       |
| لينوكس       | 2.4 Kernel  | ICMP         | 255      |
| لينوكس       | Red Hat9    | ICMP and TCP | 64       |
| MacOS/MacTCP | X(10.5.6)   | ICMP/TCP/UDP | 64       |
| ويندوز       | 98          | ICMP         | 32       |
| ويندوز       | 98          | TCP          | 128      |
| ويندوز       | Server 2003 |              | 128      |
| ويندوز       | إكس بي      | ICMP/TCP/UDP | 128      |

## وصلات خارجية
1. Default Time To Live (TTL) values
2. (time-to-live (TTL